# Marketing de rețea
O afacere de network marketing reperezintă afacerea în rețea, adică având un sistem de marketing prin recomandare, de la om la om. De obicei, companiile de network marketing nu plătesc pentru reclame la presă și social media, ci plătesc comisioane consultanților din rețeaua de marketing din sistemul lor.

## Sistemul piramidal
Marketingul de rețea este criticat ca fiind un sistem piramidal în care doar cei din vârf câștigă considerabil. Promotorii sistemelor combat aceste critici susținând că cel care lucrează cu sârguință poate avea parte de câștiguri, chiar dacă este situat la cele mai mici nivele. Cel care este în vârf, chiar dacă este poziționat acolo, el nu poate atinge nivelul de profit al celor care își dezvoltă bine afacerile dacă acesta alege să nu facă nimic.
Sistemele de marketing de rețea sunt însă legale.